# آيت بوحنون (تسوآيت العليا)
آيت بوحنون هو دُوَّار يقع بجماعة أولاد علي يوسف، إقليم بولمان، جهة فاس مكناس في المملكة المغربية. ينتمي الدوّار لمشيخة تسوآيت العليا التي تضم 7 دواوير. يقدر عدد سكانه بـ 123 نسمة حسب الإحصاء الرسمي للسكان والسكنى لسنة 2004.

## وصلات خارجية
- البوابة الوطنية للجماعات الترابية
- المندوبية السامية للتخطيط